# 桑巴 (洛特-加龙省)
桑巴（法語：Sembas）是法国洛特-加龙省的一个市镇，属于洛特河畔新城区（Villeneuve-sur-Lot）洛特河畔新城南县（Villeneuve-sur-Lot-Sud）。该市镇总面积12.51平方公里，2009年时的人口为141人。

## 人口
桑巴人口变化图示